# Eichen-Nulleneule
Die Eichen-Nulleneule (Dicycla oo) ist ein Schmetterling aus der Familie der Eulenfalter (Noctuidae).

## Merkmale

### Falter
Die Flügelspannweite der Falter beträgt 32 bis 39 Millimeter. Das Farbspektrum der Vorderflügel ist sehr umfangreich und weist schwefelgelbe, ockergelbe, bräunliche oder rötliche Tönungen auf. Einige Exemplare zeigen ein verdunkeltes Saum- und Wurzelfeld. Der helle äußerste Saumrand ist von dunklen Adern durchzogen. Zapfen- und Ringmakel sind rund und liegen dicht beieinander, was auch zu dem wissenschaftlichen Namen oo bzw. dem Namensteil „Nulleneule“ geführt hat. Der englische Name der Art „Heart Moth“ bezieht sich hingegen auf die herzförmige Nierenmakel. Die Hinterflügel sind weißlich. Die Fühler der Männchen sind mit doppelten Kammzähnen versehen, diejenigen der Weibchen sind fadenförmig. Der Saugrüssel ist gut entwickelt. Die Weibchen haben einen etwas längeren Hinterleib mit vorstehender Legeröhre.

### Ei
Das halbkugelige Ei ist an der Basis leicht abgeflacht und mit einem deutlichen Netzwerk überzogen. Es hat eine hellgelbe Farbe mit grünlichem Schimmer.

### Raupe
Erwachsene Raupen haben eine rotbraune Färbung. Die breite weiße Rückenlinie ist in Punkte aufgelöst. Die gelbweißen Seitenstreifen sind ebenfalls breit und in Punkte aufgelöst. Die Nebenrückenlinien sind weiß und sehr schmal.

## Geographische Verbreitung und Lebensraum
Die Eichen-Nulleneule kommt in Europa lokal vor. Im Norden ist sie meist selten, im Süden hingegen häufiger. Außerdem ist sie in der Türkei, in Transkaukasien und dem Kaukasus, in Israel, dem Iran und dem Irak zu finden. In den Alpen steigt sie bis in Höhen von 1200 Metern. Die Tiere besiedeln hauptsächlich offene Eichenwälder, Offenwald wie in der Trockenaue am Oberrhein.

## Lebensweise
Die univoltinen Falter sind dämmerungs- und nachtaktiv und leben von Juni bis August. Sie besuchen gerne angelegte Köder, die sie schon vor Einbruch der Dunkelheit aufsuchen und erscheinen nachts auch an künstlichen Lichtquellen. Die von Mai bis Juni lebenden Raupen ernähren sich von den Blättern von Eichenarten (Quercus). Sie halten sich bevorzugt zwischen zusammen gesponnenen Blättern auf. Überwinterungsstadium ist das Ei.

## Gefährdung
Die Eichen-Nulleneule war bis Mitte des 20. Jahrhunderts in Deutschland noch gebietsweise zahlreich anzutreffen. Seitdem ist jedoch ein deutlicher Rückgang eingetreten. Deshalb ist sie nun meist selten oder verschollen und wird auf der Roten Liste gefährdeter Arten in Kategorie 3 („gefährdet“) geführt.